# Acraea sinepeduncles
Acraea sinepeduncles är en fjärilsart som beskrevs av Stoneham 1936. Acraea sinepeduncles ingår i släktet Acraea och familjen praktfjärilar. Inga underarter finns listade i Catalogue of Life.